# Чубыр
Чубыр — река в Шегарском районе Томской области России. Длина реки составляет 10 км.
Берёт начало возле села Вознесенка, протекает по болотистой местности Каргалинской лесной дачи в восточном направлении, на некоторых участках — через сосновый лес. Устье реки находится на высоте 81,2 метра над уровнем моря в 24 км по левому берегу реки Бобровка, впадающей в прибрежное Оби озеро Жарково, в селе Трубачево.

## Данные водного реестра
По данным государственного водного реестра России относится к Верхнеобскому бассейновому округу, водохозяйственный участок реки — Обь от Новосибирского гидроузла до впадения реки Чулым, без рек Иня и Томь, речной подбассейн реки — бассейны притоков (Верхней) Оби до впадения Томи. Речной бассейн реки — (Верхняя) Обь до впадения Иртыша.
Код водного объекта — 13010200712115200007304.